# Roland Ratzenberger
Roland Walter Ratzenberger (Salisburgo, 4 luglio 1960 – Bologna, 30 aprile 1994) è stato un pilota automobilistico austriaco.
Perse la vita in seguito a un gravissimo incidente durante le qualifiche del Gran Premio di San Marino 1994 a Imola.

## Carriera

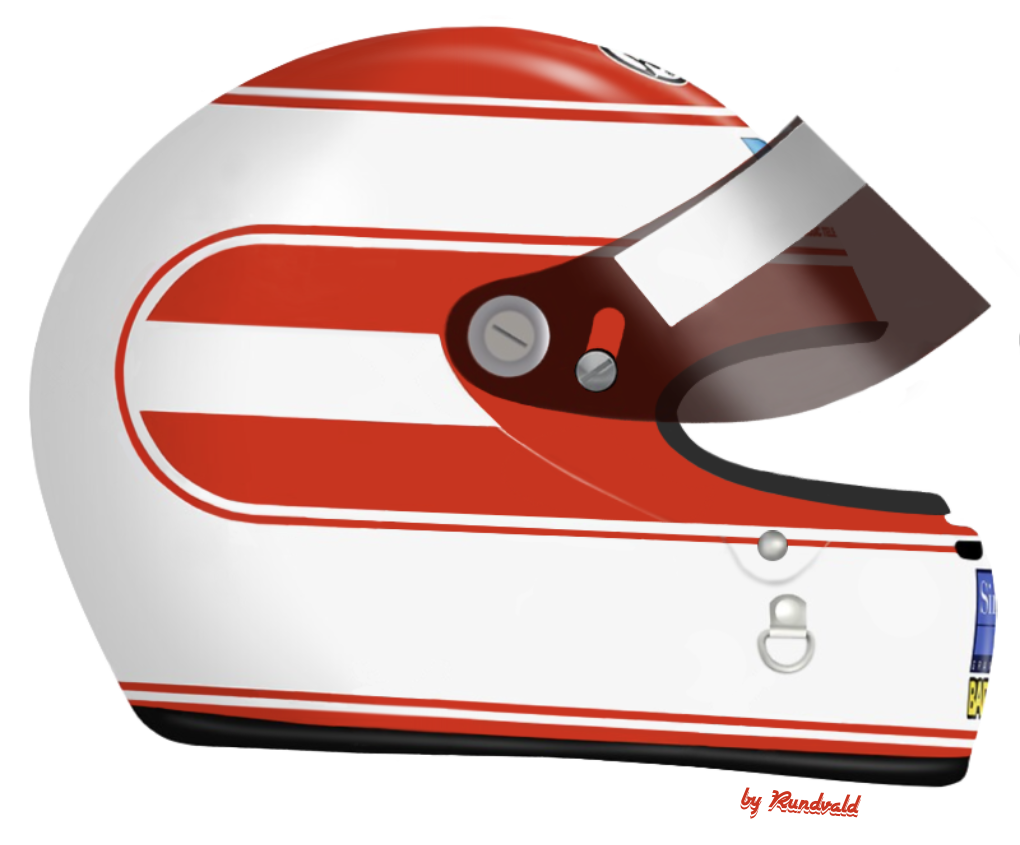
Il casco di Roland Ratzenberger

### Le categorie minori
Ratzenberger era nato nel 1960 a Salisburgo, in Austria, e sin da giovane si era dedicato alle gare automobilistiche. Aveva partecipato in Germania a varie corse tra il 1983 e il 1985, ottenendo importanti vittorie. Successivamente cominciò a correre in Gran Bretagna, dove entrò nel prestigioso Brands Hatch Formula Ford Festival, arrivando secondo nel 1985 e primo l'anno dopo. Il successivo passo nella carriera fu il passaggio in F3 inglese, dove riuscì a ben figurare, senza però impressionare le grandi scuderie della F1.
Nel 1987 aveva partecipato insieme a Maurizio Sandro Sala e Walter Lechner alla 24 Ore di Le Mans al volante della Porsche 962, ma era stato costretto al ritiro dopo la terza ora di gara. Ratzenberger corse altre quattro volte a Le Mans, nel 1990, 1991, 1992 e 1993. In quest'ultima apparizione, in cui guidò la Toyota 93-CV, riuscì a raggiungere il suo migliore piazzamento con il quinto posto assoluto e il primo nella classe C2, gareggiando insieme a Mauro Martini e Naoki Nagasaka. Corse anche nel campionato automobilistico giapponese, dove nel 1990 e 1991 riuscì a vincere alcune gare. Nel 1992 tornò in F3 e si classificò settimo in classifica generale, mentre l'anno successivo si piazzò undicesimo.

### Formula 1
Nel 1994 finalmente realizzò il suo sogno con la scuderia Simtek, che gli diede la possibilità di correre in Formula 1. Ratzenberger esordì in Formula 1 a Interlagos in Brasile, ma non riuscì a qualificarsi per la gara. Disputò invece il Gran Premio successivo in Giappone, dove riuscì a concludere all'11º posto, in ultima posizione.

#### L'incidente mortale

La curva Villeneuve del circuito di Imola, punto in cui avvenne l'incidente mortale di Ratzenberger

Ratzenberger prese parte alle qualifiche del Gran Premio di San Marino 1994, il terzo della stagione. Nella seconda giornata di prove, sabato 30 aprile 1994, mentre percorreva in un giro lanciato nel rettilineo tra la curva Tamburello e la curva Gilles Villeneuve, due curve che le vetture percorrevano in pieno a oltre 300 km/h, la parte superiore sinistra dell'alettone anteriore della sua vettura si staccò, facendo perdere deportanza alla Simtek poco prima dell'ingresso alla Villeneuve.
L'auto, così danneggiata e a una simile velocità, non riuscì più a curvare; uscì quindi di pista e si schiantò violentemente a 314,9 km/h contro il muro esterno della curva intitolata a Gilles Villeneuve. Nell'impatto la cella di sopravvivenza dell'abitacolo resse abbastanza bene, ma la decelerazione fu tale da far perdere immediatamente conoscenza al pilota, provocandogli una frattura della base cranica. La gravità della situazione fu subito manifesta: non appena il relitto della vettura si fermò in mezzo alla curva Tosa (successiva alla Villeneuve), si vide la testa del pilota oscillare mollemente e appoggiarsi ai bordi dell'abitacolo.
Venne subito dato l'allarme e fu esposta la bandiera rossa. I soccorsi furono tempestivi e in due minuti i medici intervennero sul pilota: dapprima nell'abitacolo della vettura, poi distendendolo sul terreno. Ratzenberger era privo di sensi e perdeva sangue dalla bocca e dal naso; gli venne praticato un massaggio cardiaco e, di lì a poco, fu trasferito in elicottero all'Ospedale Maggiore di Bologna, dove spirò sette minuti dopo l'arrivo al pronto soccorso, per le conseguenze della frattura della base cranica.
Secondo la ricostruzione più accreditata, sembra che la vettura, durante il giro di lancio, avesse toccato male un cordolo con il muso, e che avesse quindi riportato una rottura del supporto dell'ala anteriore, non ravvisabile fino al momento in cui, a causa del forte carico aerodinamico, l'alettone si spezzò definitivamente. Tale momento fu immortalato dalle telecamere Rai poste presso la curva del Tamburello: nella registrazione di una di esse, poco dopo il passaggio della Simtek di Ratzenberger, si intravede un pezzo di flap volare in mezzo al tracciato.
Il giorno dopo, durante il gran premio, un altro terribile incidente provocò la morte del campione della Williams Ayrton Senna, schiantatosi a forte velocità contro il muro della curva Tamburello. A seguito degli incidenti fatali, la magistratura italiana predispose l'autopsia sui corpi dei due sfortunati piloti, dalla quale emerse che la morte del pilota austriaco era avvenuta sul colpo ma il decesso ufficialmente fu segnalato all'Ospedale Maggiore di Bologna.
Dopo i drammatici fatti di Imola, il neocostituito sindacato dei piloti, che all'epoca era presieduto da Michael Schumacher, fece pressioni per rendere più sicuro il circuito, modificato radicalmente già dall'inverno successivo.
Ratzenberger è sepolto nel cimitero di Maxglan, vicino a Salisburgo.

## Risultati in Formula 1
| 1994 | Scuderia | Vettura |    |    |    |  |  |  |  |  |  |  |  |  |  |  |  |  |  | Punti | Pos. |
| ---- | -------- | ------- | -- | -- | -- |  |  |  |  |  |  |  |  |  |  |  |  |  |  | ----- | ---- |
| 1994 | Simtek   | S941    | NQ | 11 | NP |  |  |  |  |  |  |  |  |  |  |  |  |  |  | 0     |      |

| Legenda | 1º posto     | 2º posto | 3º posto    | A punti         | Senza punti/Non class.  | Grassetto – Pole position Corsivo – Giro più veloce |
| Legenda | Squalificato | Ritirato | Non partito | Non qualificato | Solo prove/Terzo pilota | Grassetto – Pole position Corsivo – Giro più veloce |